# TTC Neuhausen
Der TTC Neuhausen (Tischtennisclub Neuhausen) wurde 1975 gegründet und ist ein Tischtennis-Club in der Schweiz. In  der Nachwuchsförderung gehört der TTC Neuhausen zu den führenden Vereinen der Schweiz.
Die Neuhauser waren 14 Jahren in der Nationalliga A Herren, der höchsten Spielklasse der Schweiz, vertreten. 1996, 1998 und 2000 wurden sie Schweizer Meister. 2015 stieg die Mannschaft in die Nationalliga B ab. 2019 schafften sie wieder den Aufstieg in die höchste Spielklasse, wo sie sich seither halten können.
Das Damenteam des Tischtennisclubs Neuhausen ist mit 14 Meistertiteln seit 2005 führend in der Schweiz.

## Erfolge
- Schweizer Meister Herren: 1996, 1998, 2000
- Schweizer Meister Damen: 2005, 2006, 2007, 2009, 2010, 2011, 2012, 2015, 2016, 2017, 2018, 2019, 2021, 2022
- Schweizer Cupsieger: 2005, 2009

## Bekannte ehemalige Spieler
- Tschechien Andrea Stepankova
- Schweiz Monika Führer
- Volksrepublik China Lin Lin Jin
- Tschechien Jiří Vráblík
- Schweiz Thierry Miller
- Schweiz Martin Singer
- Schweiz Giovanni Gentile
- Schweiz Beat Staufer
- Schweiz Ivan Jecic
- Polen Lukasz Godlewski
- 🇩🇪 Deutschland Pedro Pelz
- Schweiz Mauro Schärrer
- Schweiz Elias Hardmeier
- 🇩🇪 Deutschland Elke Schall-Süß
- 🇩🇪 Deutschland Zhenqi Barthel
- Schweiz Barish Moullet
- Hunor Szőcs